# لیگ برتر والیبال زنان ایران ۱۳۸۲
لیگ برتر والیبال زنان ایران ۱۳۸۲ سومین‌(یا به قولی چهارمین) دوره لیگ برتر والیبال بانوان و دوازدهمین دوره از بالاترین سطح مسابقات باشگاهی والیبال زنان در ایران است.
این مسابقات در تیر ماه ۱۳۸۲ با شرکت ۸ تیم ذوب‌آهن اصفهان، همای تهران، شهرداری قم، سایپا تهران، فجر سپاه تهران، صدرا شیراز، تربیت بدنی گیلان و دانشگاه آزاد در یک گروه قرعه کشی شد. مسابقات از مهرماه ۱۳۸۲ به صورت رفت و برگشت آغاز شد.
این مسابقات پس از ۵۶ مسابقه در بهمن ماه ۱۳۸۲ با قهرمانی تیم هما در سالن مهر تهران به پایان رسید و تیم‌های ذوب‌آهن اصفهان و دانشگاه آزاد به ترتیب دوم و سوم شدند. همچنین تیم‌های شهرداری قم و صدرا شیراز به دسته یک والیبال کشور سقوط کردند.

## رده بندی پایانی
| رتبه | تیم               | امتیاز | صعود و سقوط     |
| ---- | ----------------- | ------ | --------------- |
| ۱    | هما تهران         | ۲۷     |                 |
| ۲    | ذوب‌آهن اصفهان     | ۲۵     |                 |
| ۳    | دانشگاه آزاد      | ۲۵     |                 |
| ۴    | سایپا تهران       |        |                 |
| ۵    | یادگار امام گیلان |        |                 |
| ۶    | پروین اسفند       |        |                 |
| ۷    | شهرداری قم        |        | سقوط به دسته یک |
| ۸    | صدرا شیراز        |        | سقوط به دسته یک |